# Mado Maurin
Madeleine Jeanne Louise "Mado" Maurin (Parijs,24 september 1915 – aldaar, 8 december 2013) was een Franse actrice. Ze was de moeder van Jean-Pierre Maurin, Yves-Marie Maurin, Patrick Dewaere, Dominique Collignon-Maurin, Jean-François Vlerick en Marie-Véronique Maurin. Dankzij Un mauvais fils had ze de gelegenheid om in een film van haar zoon Patrick Dewaere te spelen.

## Filmografie
- 1973 · Je sais rien mais je dirai tout van Pierre Richard : moeder bij de sociale zekerheid
- 1976 · Je suis Pierre Rivière van Christine Lipinska : grootmoeder
- 1979 · Un si joli village van Étienne Périer : Élodie
- 1979 · La Femme flic van Yves Boisset : logeerster
- 1980 · Un mauvais fils van Claude Sautet : vrouw van André
- 1983 · Viva la vie van Claude Lelouch : moeder van Françoise
- 1986 · Les mois d'avril sont meurtriers van Laurent Heynemann :  conciërge
- 1988 · Le Crime d'Antoine van Marc Rivière : buurvrouw
- 1991 · Le Cahier volé van Christine Lipinska : moeder overste
- 2003 · Les Clefs de bagnole van Laurent Baffie : dame in het wit
- 2007 · Les Toits de Paris van Hiner Saleem : moeder van Thérèse

- Bibliothèque nationale de France: cb12017518s (data)
- International Standard Name Identifier: 0000 0000 2765 4048
- Library of Congress Control Number: n84142501
- SNAC: w6jq1xq0
- Système universitaire de documentation: 028313690
- Virtual International Authority File: 71402920
- WorldCat: E39PBJpV3G3tWTqWY8FHPkpgKd